# 2. divisjon 2016 (football americano norvegese)
La 2. divisjon 2016 è la 1ª edizione del campionato di football americano di terzo livello, organizzato dalla NAIF.

## Squadre partecipanti
| Club                    | Città        | Stadio | Sponsor ufficiale | Risultato nella stagione 2015 |
| ----------------------- | ------------ | ------ | ----------------- | ----------------------------- |
| Fredrikstad Kings       | Fredrikstad  |        |                   |                               |
| Gjøvik Swans            | Gjøvik       |        |                   |                               |
| Kolbotn Hunters         | Oppegård     |        |                   |                               |
| Kristiansand Gladiators | Kristiansand |        |                   |                               |
| Lillestrøm Starfighters | Lillestrøm   |        |                   |                               |
| Oslo Vikings 2          | Oslo         |        |                   |                               |
| Tønsberg Raiders        | Tønsberg     |        |                   |                               |
| Tromsø Trailblazers     | Tromsø       |        |                   |                               |
| Vålerenga Trolls 2      | Oslo         |        |                   |                               |

## Stagione regolare

### Classifica
La classifica della regular season è la seguente:
- PCT = percentuale di vittorie, G = partite giocate, V = partite vinte,  P = partite perse, PF = punti fatti, PS = punti subiti

| Pos. | Squadra                 | PCT   | G | V | N | P | PF  | PS  |
| ---- | ----------------------- | ----- | - | - | - | - | --- | --- |
| 1    | Kristiansand Gladiators | 1.000 | 6 | 6 | 0 | 0 | 247 | 27  |
| 2    | Kolbotn Hunters         | .833  | 6 | 5 | 0 | 1 | 192 | 94  |
| 3    | Tønsberg Raiders        | .667  | 6 | 4 | 0 | 2 | 148 | 142 |
| 4    | Oslo Vikings 2          | .500  | 6 | 3 | 0 | 3 | 161 | 189 |
| 5    | Gjøvik Swans            | .500  | 6 | 3 | 0 | 3 | 77  | 104 |
| 6    | Lillestrøm Starfighters | .500  | 6 | 3 | 0 | 3 | 120 | 98  |
| 7    | Vålerenga Trolls 2      | .333  | 6 | 2 | 0 | 4 | 147 | 165 |
| 8    | Tromsø Trailblazers     | .167  | 6 | 1 | 0 | 5 | 22  | 167 |
| 9    | Fredrikstad Kings       | .000  | 6 | 0 | 0 | 6 | 13  | 131 |

## Verdetti
- Kristiansand Gladiators promossi in 1. divisjon 2017